# Љускавац (подрод)
Љускавац или панголин (лат. Manis, [Манис] — „дух”) је неважећи кладус и подрод љускаваца из рода Manis, који се више не користи у научној класификацији. Овај подрод је обухвато двије живуће врсте љускаваца.

## Етимологија назива
| Подрод: | Поријеколо назива од: | Значење назива: |
| ------- | --------------------- | --------------- |
| Manis   | рода Manis            | дух             |

Назив панголин води поријекло од малајске ријечи пенггулинг (малајс. pengguling), што значи онај који се склупчава. Такође, овај назив води поријекло и од сличне малајске ријечи тенггилинг (малајс. tenggiling), као и од индонежанске ријечи тренггилинг (инд. trenggiling) и филипински ријечи балинтонг (фил. balintong), голинг (фил. goling) и танггилинг (фил. tanggiling)), које имају исто значење.

## Систематика

### Историја класификације
Статус овог подрода је неважећи кладус јер се генетским истраживањима утврдило да је овај подрод полифилетски.

### Класификација
| Врсте:                            | Распрострањеност: |
| --------------------------------- | --- |
| M. crassicaudata (Geoffroy, 1803) | Бангладеш · Бутан (јужни дио Бутана) · Индија · Пакистан (југоисточни дио Пакистана и сјевероисток Панџаба) · Непал (јужни дио уз Индију) · Шри Ланка |
| M. pentadactyla (Linnaeus, 1758)  | Бангладеш (сјеверни дио Бангладеша) · Бутан (јужни дио Бутана) · Вијетнам (сјеверни дио Вијетнама) · Индија (савезне државе Асам, Манипур, Мегалаја, Нагаланд и Сиким) · Кина (јужна Кина, укључујући и острво Хајнан) · Лаос (сјеверни дио Лаоса) · Мјанмар (сјеверни дио Мјанмара) · Непал (југ Непала) · Република Кина · Тајланд (сјеверни дио Тајланда) |

### Филогенија
Доље приказан кладограм представља филогенетске везе подрода Manis.

|  | Manis culionensis |
|  |                   |
|  | Manis javanica    |
|  |                   |

|  | Manis crassicaudata |
|  |                     |
|  | Manis pentadactyla  |
|  |                     |

|  | Manis culionensis |
|  |                   |
|  | Manis javanica    |
|  |                   |

|  | Manis crassicaudata |
|  |                     |
|  | Manis pentadactyla  |
|  |                     |

|  | Manis culionensis |
|  |                   |
|  | Manis javanica    |
|  |                   |

|  | Manis crassicaudata |
|  |                     |
|  | Manis pentadactyla  |
|  |                     |

|  | Manis culionensis |
|  |                   |
|  | Manis javanica    |
|  |                   |

|  | Manis crassicaudata |
|  |                     |
|  | Manis pentadactyla  |
|  |                     |

|  | Manis culionensis |
|  |                   |
|  | Manis javanica    |
|  |                   |

|  | Manis crassicaudata |
|  |                     |
|  | Manis pentadactyla  |
|  |                     |

|  | Manis culionensis |
|  |                   |
|  | Manis javanica    |
|  |                   |

|  | Manis crassicaudata |
|  |                     |
|  | Manis pentadactyla  |
|  |                     |

|  | Manis culionensis |
|  |                   |
|  | Manis javanica    |
|  |                   |

|  | Manis crassicaudata |
|  |                     |
|  | Manis pentadactyla  |
|  |                     |

|  | Manis culionensis |
|  |                   |
|  | Manis javanica    |
|  |                   |

|  | Manis crassicaudata |
|  |                     |
|  | Manis pentadactyla  |
|  |                     |